# 色川盛直
色川 盛直（いろかわ もりなお）は、戦国時代から安土桃山時代にかけての武将。紀伊国鎌ヶ峯城主。

## 略歴
色川氏は桓武平氏平維盛の後裔を称して紀伊色川郷を領し清水氏とも称する。
永禄5年（1562年）、教興寺の戦いにおいて堀内氏虎や玉置直和らと共に畠山高政に属して戦うが敗れた。当時の熊野地方では堀内氏が最大の勢力を誇っており、色川氏は周辺土豪や熊野三山の僧兵らと同盟を結んで堀内氏善に対抗した。
天正2年（1574年）、堀内氏善が鎌ヶ峯城を攻めるがこれを撃退した。天正6年（1578年）、勝山城の廊ノ坊重盛（汐崎重盛）と結び、高河原貞盛の援軍を得て堀内氏善の軍勢を退けた。翌年に再度攻められて勝山城は落城し重盛は敗死するが、盛直は鳴滝城で一進一退の攻防を続け、堀内氏が豊臣秀吉の紀州征伐の折に降るまで屈することはなかった。
天正16年（1588年）、豊臣秀吉が天下統一を果たすと盛直は堀内氏との争いを止めた。文禄元年（1592年）、文禄の役において盛直は老齢という理由から出陣はせず、一族の色川三九郎が堀内氏との因縁があったことから藤堂高虎に従って出陣したという。
この後、色川氏は紀州徳川家付家老で新宮領主（新宮城主）になった水野重央に仕えたという。
『大日本史』を編纂した徳川光圀は、家臣佐々宗淳を紀州に遣わした際、色川に伝わる「色川文書」を調べさせたという。